# Aritzo
Aritzo (en sardo Aritzu) es una localidad italiana de la provincia de Nuoro, región de Cerdeña, con 1.398 habitantes.

## Toponimia
El lingüista francés Michel Morvan propone para Aritzo el vasco (h)aritz "roble".

## Evolución Demográfica
| Gráfica de evolución demográfica de Aritzo entre 1861 y 2001 |
|                                                              |
| Fuente ISTAT - elaboración gráfica de Wikipedia              |